# NGC 3863
NGC 3863 في الفهرس العام الجديد، هي مجرة، تقع في كوكبة العذراء. اكتشفت في 25 مارس 1865 بواسطة ألبرت مارث.

## روابط خارجية
- NGC 3863 على موقع ويكي سكاي: DSS2, SDSS, GALEX, IRAS, Hydrogen α, X-Ray, Astrophoto, Sky Map, Articles and images